# Ganzediep
Le Ganzediep ou Ganzendiep est un cours d'eau néerlandais d'Overĳssel.
Le Ganzediep est une ancienne branche de l'IJssel, qui part de Kampen et qui se jette dans le Zwarte Meer. Le cours d'eau est sinueux ; son cours a été profondement modifié au cours des siècles.
Le vieux village de Grafhorst est situé sur les rives du Ganzediep. La rivière passe à l'endroit où anciennement était établie l'église du bourg.

## Source
- (nl) Cet article est partiellement ou en totalité issu de l’article de Wikipédia en néerlandais intitulé « Ganzediep » (voir la liste des auteurs).